# Love (Lana-Del-Rey-Lied)
Love (englisch für „Liebe“) ist ein Lied der US-amerikanischen Popsängerin Lana Del Rey. Das Stück ist die erste Singleauskopplung aus ihrem fünften Studioalbum Lust for Life.

## Entstehung und Artwork
Geschrieben und produziert wurde das Lied gemeinsam von Lana Del Rey, Emile Haynie, Benjamin Levin und Rick Nowels; als Koproduzent stand ihnen Kieron Menzies zur Seite. Arrangiert wurde die Single unter der Leitung von Menzies und Dean Reid. Das Mastering tätigte Mike Bozzi, das Abmischen erfolgte durch Haynie.
Auf dem Frontcover der Maxi-Single sind – neben Künstlernamen und Liedtitel – verschiedene Screenshots aus dem Musikvideo, zu sehen. Im Mittelpunkt steht Del Reys Gesicht mit geschlossenen Augen und gesenktem Blick, neben der Großaufnahme ihres Gesichts ist Del Rey in gleicher Pose, kleiner, aber mit ihrem gesamten Oberkörper dargestellt. Der untere Rand des Coverbildes zeigt eine Art Wüstenlandschaft, an dessen Rand eine Frau in einem Kleid tanzend zu sehen ist. Im Hintergrund des gesamten Coverbildes ist der Himmel mit verschiedenen Planeten und einem fliegenden Auto zu sehen.

## Veröffentlichung und Promotion
Die Erstveröffentlichung von Love erfolgte als Einzeltrack zum Download und Streaming am 18. Februar 2017 durch Interscope Records und Polydor. Verlegt wurde das Lied durch EMI April Music, Heavy Crate Publishing, Please Don’t Forget to Pay Me Music und R-Rated Music verlegt.
Um das Lied zu bewerben, startete Del Rey einen Tag vor der Veröffentlichung eine große Werbeaktion in Los Angeles, Kalifornien. Hierbei tauchten ohne vorherige Informationen zu neuen Projekten überall in L.A. Poster Del Reys, mit dem späteren Coverbild zu Love, auf. Der einzige Unterschied zum späteren Coverbild ist, dass neben Del Reys auch das Gesicht eines fremden Mannes auf den Postern zu sehen ist. Der erste Liveauftritt Del Reys mit Love fand während des South by Southwest in Austin, Texas am 17. März 2017 statt.

## Inhalt
Der Liedtext zu Love ist in englischer Sprache verfasst; ins Deutsche übersetzt bedeutet der Titel „Liebe“. Im Januar 2017 registrierte Del Rey das Lied mit dem ursprünglichen Titel „Young & In Love“, wieso es zu der Änderung in „Love“ kam, ist bislang nicht bekannt. Die Musik und der Text wurden gemeinsam von Lana Del Rey, Emile Haynie, Benjamin Levin und Rick Nowels verfasst. Musikalisch bewegt sich das Lied im Bereich des Downtempos und der Popmusik. Das Tempo beträgt 99 Beats per minute. Als Instrumentalisten sind Haynie (Schlagzeug), Levin (Keyboard und Schlagzeug), Nowels (Bass, Tasteninstrumente und Vibraphon) und Reid (E-Gitarre) zu hören.
Während des Refrains bezieht sich Del Rey in ihren Aussagen zunächst auf die Allgemeinheit und beschreibt die Geschichte in einer auktorialen Erzählsituation, beim letzten Refrain singt sie diesen auf sich selbst bezogen in der Ich-Erzählsituation. Inhaltlich geht es in Love darum, dass die Welt den „Jungen und Verliebten“ gehöre, dies jedoch kein Grund sei, sie zu zerstören.
| “You get ready, you get all dressed up. To go nowhere in particular. Back to work or the coffee shop. Doesn’t matter cause it’s enough, to be young and in love (ah, ah).” – Refrain, Originalauszug | „Du machst dich bereit, du wirfst dich in Schale. Um nirgendwo besonderes hinzugehen. Zurück zur Arbeit oder in ein Café. Es ist egal, denn es ist genug jung und verliebt zu sein (ah, ah).“ – Refrain, Übersetzung |

## Musikvideo
Das Musikvideo zu Love wurde am 30. Juni sowie vom 5. bis 7. Juli 2016 in Los Angeles gedreht und feierte seine Premiere am 20. Februar 2017 auf YouTube seine Premiere. Zunächst startet das Video in schwarz-weiß in dem Del Rey (in einem Kleid und mit Blumen in den Haaren) mit ihrer Band das Lied auf einer Bühne spielt. Abwechselnd dazu sind farbige Szenen von Pärchen zu sehen. Diese Pärchen sieht man in der nachfolgenden Szenen im Publikum Del Reys sitzen. Nach einem Schwenker durch das Publikum fokussiert sich die Kamera wieder auf Del Rey, zoomt speziell ihr Auge an, in dem sich ein Sternenhimmel widerspiegelt. Die Kamera schwenkt wieder in Richtung des Publikums, über dem plötzlich die Erde und die Sonne zu sehen sind. In den nachfolgenden Szenen sind die Protagonisten im Weltall schwebend sowie Del Rey und ihre Band das Lied auf der Mondoberfläche singend zu sehen. Das Video endet mit den Pärchen die zusammen Zeit verbringen und unter anderem mit einem Schnellboot unterwegs sind, schwimmen, durch eine Wüstenlandschaft laufen, ein Restaurant besuchen und am Ende eine Sonnenfinsternis beobachten. Das Video entstand unter der Regie von Rich Lee und verfügt über eine Laufzeit von 4:54 Minuten. Bis Mai 2023 zählte das Musikvideo über 215 Millionen Aufrufe bei YouTube.

## Mitwirkende
| Liedproduktion - Mike Bozzi: Mastering - Lana Del Rey: Gesang, Komponist, Liedtexter, Musikproduzent - Emile Haynie: Abmischung, Komponist, Liedtexter, Musikproduzent, Schlagzeug - Benjamin Levin: Keyboard, Komponist, Liedtexter, Musikproduzent, Schlagzeug - Kieron Menzies: Arrangement, Koproduzent - Rick Nowels: Bass, Keyboard, Komponist, Liedtexter, Mellotron, Musikproduzent, Synthesizer, Vibraphon - Dean Reid: Arrangement, E-Gitarre Musikvideo - Ned Brown: Ausführender Produzent - Anna Cofone: Friseur - Semera Khan: Commissioner - Tommy Labuda: Director’s Representation - Rich Lee: Regisseur | Unternehmen - EMI April Music: Vertrieb - Heavy Crate Publishing: Vertrieb - Interscope Records: Musiklabel - Native: Filmproduzent (Musikvideo) - Please Don’t Forget to Pay Me Music: Vertrieb - Polydor: Musiklabel - R-Rated Music: Vertrieb |

## Rezensionen
Eve Marlow von Pitchfork Media ernannte Love zum „Best New Track“ und beschrieb das Lied als „Ode“ die einen selbst erlauben würde zu fühlen und das es den Zuhörer beruhigen würde, dass das Gefühl noch steigen kann, dass Liebe noch erobern könne.
Stephan Müller vom deutschsprachigen Online-Magazin plattentests.de vergab sieben von zehn Punkten für das Album Lust for Life und hob dabei Love als eines der „Highlights“ des Albums hervor.

## Kommerzieller Erfolg

### Chartplatzierungen
Love erreichte in Deutschland Position 68 der Singlecharts und konnte sich insgesamt drei Wochen in den Charts halten. In Österreich erreichte die Single in ebenfalls drei Chartwochen Position 43, in der Schweiz in fünf Chartwochen Position 27, im Vereinigten Königreich ebenfalls in fünf Chartwochen Position 41 und in den Vereinigten Staaten in zwei Chartwochen Position 44 der Billboard Hot 100. Des Weiteren platziere sich Love auf Position eins der US Rock Digital Song Sales. Damit erreichte Del Rey erstmals die Spitzenposition dieser Chartliste und lößte damit Young and Beautiful (Höchstposition zwei) als bis dato erfolgreichster Beitrag ab. Bislang konnte sich die Single über 46.000 Mal verkaufen.
Für Del Rey als Interpretin ist Love bereits der 16. Charterfolg im Vereinigten Königreich, sowie der 13. in der Schweiz, der elfte in Österreich und der zehnte in Deutschland und den Vereinigten Staaten. Als Autorin ist es ihr 15. Charterfolg im Vereinigten Königreich, sowie der zwölfte in der Schweiz und der zente in Deutschland, Österreich und den Vereinigten Staaten. Zum sechsten Mal konnte sich eine Single von ihr gleichzeitig in den D-A-CH-, UK- und US-Charts platzieren.
| ChartsChartplatzierungen       | Höchstplatzierung | Wochen |
| ------------------------------ | ----------------- | ------ |
| Deutschland (GfK)              | 68 (3 Wo.)        | 3      |
| Österreich (Ö3)                | 43 (3 Wo.)        | 3      |
| Schweiz (IFPI)                 | 27 (5 Wo.)        | 5      |
| Vereinigte Staaten (Billboard) | 44 (2 Wo.)        | 2      |
| Vereinigtes Königreich (OCC)   | 41 (5 Wo.)        | 5      |

### Auszeichnungen für Musikverkäufe
Love wurde im August 2017 in Brasilien mit einer Goldenen Schallplatte für über 20.000 verkaufte Einheiten ausgezeichnet. Am 2. August 2019 folgte die Verleihung einer Silbernen Schallplatte im Vereinigten Königreich für 200.000 verkaufte Exemplare. In den Vereinigten Staaten wurde das Lied mit Platin für eine Million verkaufte Einheiten am 24. November 2021 ausgezeichnet. Den Quellenangaben und Schallplattenauszeichnungen zufolge verkaufte sich Love über 1,4 Millionen Mal, wofür es weltweit eine Silberne, drei Goldene sowie vier Platin-Schallplatten gab.
| Land/Region                  | Auszeichnungen für Musikverkäufe (Land/Region, Auszeichnung, Verkäufe) | Verkäufe  |
| ---------------------------- | ---------------------------------------------------------------------- | --------- |
| Australien (ARIA)            | Platin                                                                 | 70.000    |
| Brasilien (PMB)              | 2× Platin                                                              | 80.000    |
| Italien (FIMI)               | Gold                                                                   | 25.000    |
| Polen (ZPAV)                 | Gold                                                                   | 25.000    |
| Schweden (IFPI)              | Gold                                                                   | 20.000    |
| Vereinigte Staaten (RIAA)    | Platin                                                                 | 1.000.000 |
| Vereinigtes Königreich (BPI) | Silber                                                                 | 246.000   |
| Insgesamt                    | 1× Silber · 3× Gold · 4× Platin ·                                      | 1.466.000 |

Hauptartikel: Lana Del Rey/Auszeichnungen für Musikverkäufe